# 貘頭獸屬
貘頭獸屬（學名：Tapinocephalus）是種大型植食性恐頭獸類動物，生存於二疊紀中期。貘頭獸的體型矮胖，特徵是巨大的頭顱骨頂部、短的口鼻部。貘頭獸科被認為有物種間的用頭互相碰撞的行為，可能為了爭奪地盤或求偶。

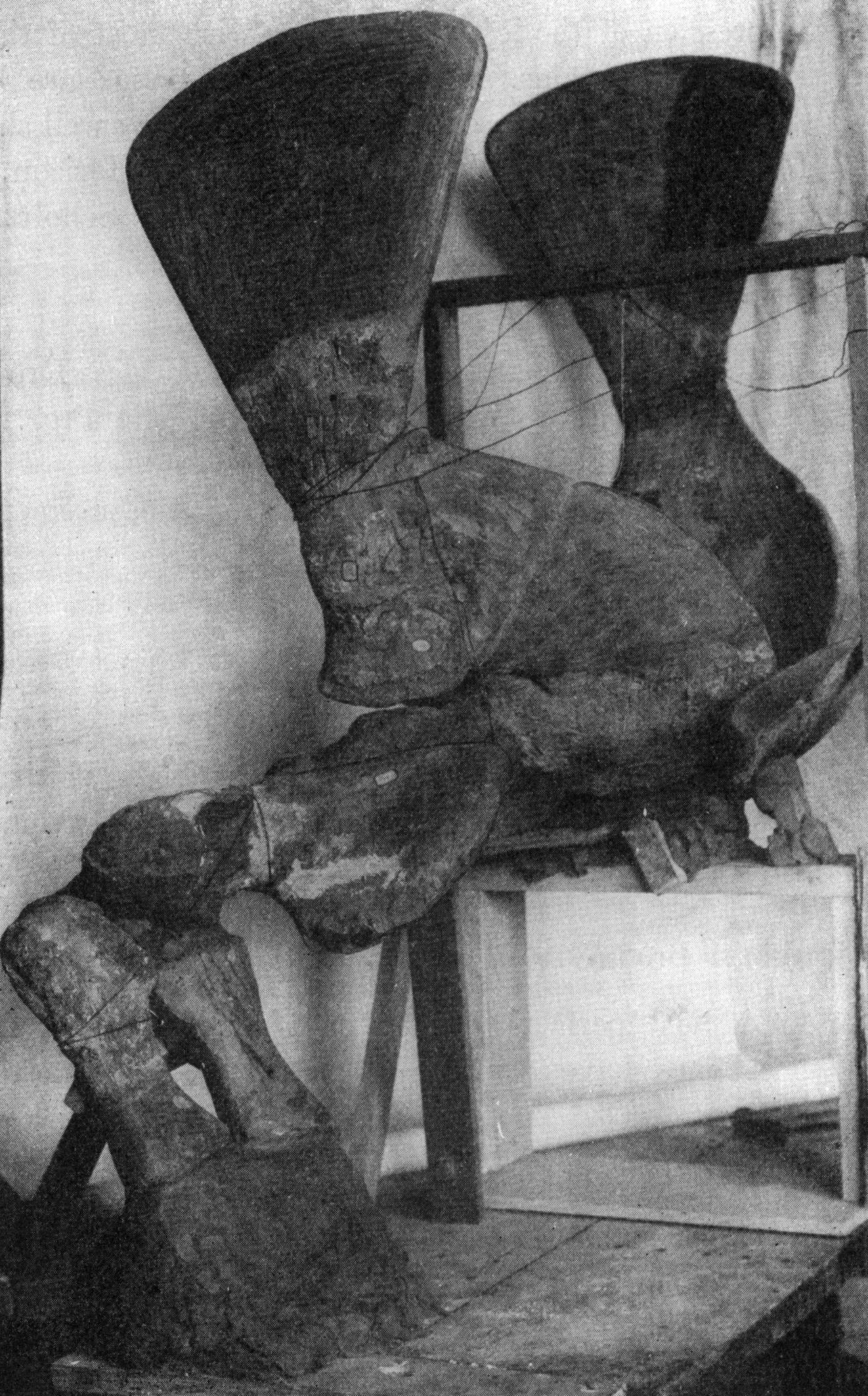
貘頭獸的前肢與肩帶

貘頭獸的化石包含頭顱骨與顱後骨骼，被發現於南非卡魯盆地的波弗特群（Beaufort Group）地層，來自於其中的貘頭獸組合帶，年代屬於開匹坦期。
貘頭獸的身長達3公尺長，重量大約是1.5到2公噸，是當時最大的動物之一。角頭獸（Keratocephalus）與麝足獸是同時代的近親，且可能具有類似的體型與習性。

## 外部連結
- Tapinocephalia - Tapinocephalus - Palaeos